# 中北部地方 (ブルキナファソ)
中北部地方(Centre-Nord)はブルキナファソ東部の地方。
2013年の人口は約145.9万人。
中心都市はカヤ (ブルキナファソ)。

## 行政区画
| 県             | 県都                    | 2006年の人口 |
| -------------- | ----------------------- | ------------ |
| サンマテンガ県 | カヤ (ブルキナファソ)   | 598,232      |
| ナメテンガ県   | ブルサ (ブルキナファソ) | 327,749      |
| バム県         | コングシ                | 277,092      |

## 地理
- 北：サヘル地方
- 東：東部地方
- 南東：中東部地方
- 南西：中央大地地方
- 西：北部地方